# Ophiuche andrapana
Ophiuche andrapana är en fjärilsart som beskrevs av Druce 1890. Ophiuche andrapana ingår i släktet Ophiuche och familjen nattflyn. Inga underarter finns listade i Catalogue of Life.